# Bisam

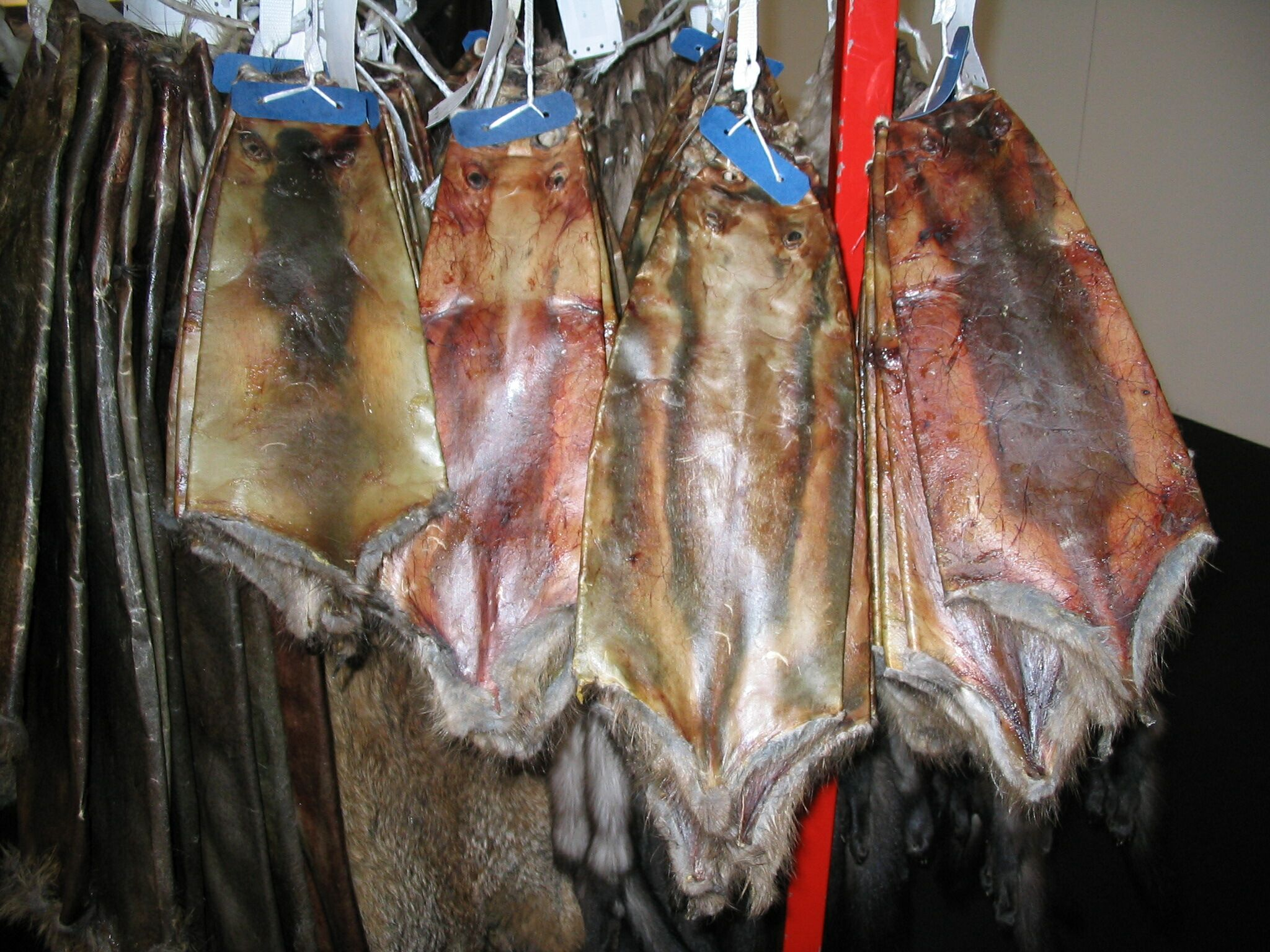
Bisam

Bisam is de handelsnaam voor bont van de muskusrat (bisamrat). Het komt uit Canada, Rusland en de Verenigde Staten.
Over het algemeen is bisam dicht, dik, kort en gelijkmatig soepel bont. Bisamrug is vrij sterk en donkerbruin, terwijl bisambuik veel minder sterk en lichter bruingrijs is.